# يوسف النبر
يوسف مازن النبر (مواليد 8 أغسطس 1989) هو لاعب كرة قدم أردني يلعب مع النادي الفيصلي في الدوري الأردني كلاعب وسط. مثّل منتخب الأردن لكرة القدم. بدأ يوسف النبر مسيرته الرياضية عام 2007.

## روابط خارجية
- يوسف النبر على موقع قاعدة بيانات كرة القدم.إي يو (الإنجليزية)
- يوسف النبر على موقع ناشيونال فوتبول تيمز (الإنجليزية)
- يوسف النبر على موقع كووورة